# Waterpolo

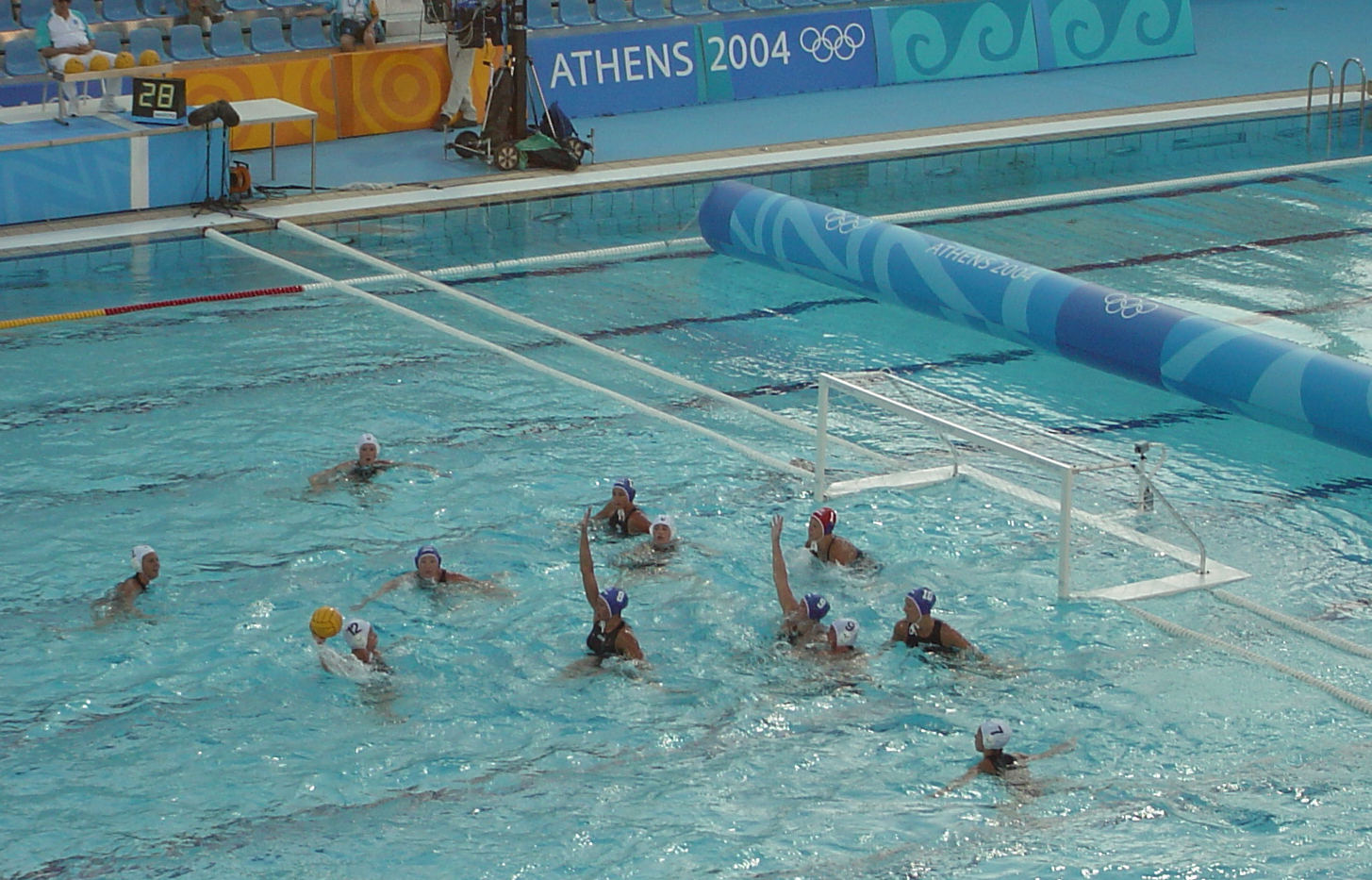
Waterpolo tijdens de Olympische Spelen 2004

Waterpolo is een watersport die wordt gespeeld met een bal in een zwembad. Het is de eerste teamsport die op de Olympische Spelen werd gespeeld (1900 - Parijs).
Het is een sport die vooral in Zuid- en Oost-Europa grote populariteit geniet en daar op professionele basis wordt beoefend. Waterpolo is een teambalsport die zwemmend wordt uitgeoefend. De bedoeling is om een bal zo vaak mogelijk in het doel van de tegenpartij te werpen. Elke geslaagde poging levert één 'doelpunt' op. Het team dat aan het eind van de wedstrijd de meeste doelpunten heeft gemaakt, wint.

## Geschiedenis
Er is geen zekerheid over het ontstaan van waterpolo. De Engelse sportjournalist en oud-waterpolospeler Kelvin Juba noemt een zekere William Wilson, in 1844 uit Schotse ouders geboren, als de uitvinder van het 'handbal in water'. Hij zou in 1876 door zijn zwemvereniging Aberdeen zijn gevraagd regels voor een balspel te water te ontwerpen. In 1877 zou de eerste officiële waterpolowedstrijd zijn gespeeld tijdens het Bon Accord Swimming Festival in de Schotse rivier de Dee. Het is niet bekend of Wilson het spel verder heeft ontwikkeld.
In 1885 werd waterpolo officieel erkend. In 1887 werden voor de eerste maal echte doelen gebruikt. In 1888 werd in Engeland een waterpolocommissie opgericht en het eerste nationale kampioenschap gespeeld. In datzelfde jaar werden regels vastgelegd en werd het spel vanuit Engeland naar de Verenigde Staten (Boston) geëxporteerd. Waterpolo won snel aan populariteit. In 1894 begon men er in Duitsland en Oostenrijk mee, in 1895 in Frankrijk, in 1897 in Hongarije en 1900 in Italië.
Leiden (LZ 1886) en Amsterdam (Het Y en DJK, beide opgericht in 1892) waren de eerste steden in Nederland waar de waterpolosport beoefend werd.

## Teams
Een team bestaat uit zes veldspelers en een keeper. Bij de jeugd kunnen teams uit minder spelers bestaan. De spelers dragen een cap; wit voor het thuisspelend team en blauw voor het uitspelend team. Beide keepers hebben een rode cap. Alle spelers hebben oorbeschermers aan hun cap. De oorbeschermers zijn belangrijk: deze moeten de oren beschermen tegen grote druk van buiten als een bal hard tegen de oren wordt gegooid. Spelers hebben tegenwoordig ook vaak een gebitsbeschermer, een toque en een tweede zwembroek of badpak aan voor het geval er aan de zwemkleding wordt getrokken. Er zijn ook speciale waterpolozwembroeken en -badpakken, die zijn dubbel zo dik als gewone zwemkleding.

## Wedstrijd
Een wedstrijd is verdeeld in vier periodes, die, afhankelijk van de leeftijd van de spelers, het competitieniveau en het land, 4 tot 8 zuivere minuten duren. Dit betekent dat de tijdmeting wordt stilgelegd tussen het begaan van een overtreding (op het fluitsignaal van een van de één of twee scheidsrechters) en het nemen van de daaropvolgende vrije worp. De scheidsrechter(s) zwemmen zelf niet mee, maar staan aan de lange zijde van het speelveld, buiten het water. In de meeste competitiewedstrijden wordt gebruikgemaakt van een schotklok. De schotklok houdt de tijd bij, waarbij een schot op het doel moet zijn geweest, anders gaat de bal naar de tegenpartij. Bij balverlies wordt de schotklok op 30 seconden teruggezet. De schotklok wordt op 20 seconden teruggezet bij de volgende situaties: wanneer de bal in het spel gebracht wordt door middel van een corner, als er sprake is van balbezit door hetzelfde team als dat geschoten heeft, of na een uitsluiting.
Dit wordt aan de jurytafel bijgehouden. Meestal hangt de schotklok aan beide zijden van het bad en loopt van 30 of 20 seconden terug naar 0.
Deze regel is ingevoerd om het waterpolospel aantrekkelijker te maken. In de laatste periode wordt er door middel van een signaal aangegeven dat er nog één minuut te spelen is. Na twee periodes wisselen de teams van speelhelft. Na elke periode is er voor de teams even tijd om op adem te komen. Het wisselen van spelers mag tijdens het spel via het terugkomvak, of langs de zijlijn van het eigen speelhelft (als de grootte van het bad dit toelaat), maar dit heeft als nadeel dat de wisselende partij even in de minderheid is. Wisselen na een doelpunt of tijdens de rust kan zonder restricties. Als een winnaar vereist is en na de vier perioden de stand nog gelijk is, worden strafworpen genomen. Verlengingen waren er enige jaren geleden nog wel, maar nu niet meer.

## Speelveld
Het speelveld is 10-20 meter breed en 20-30 meter lang bij heren, bij dames is de maximale lengte 25 meter. Is het bad waarin gespeeld wordt groter, dan wordt het speelveld afgebakend door drijvende lijnen. Bij kleinere baden wordt dispensatie verleend op de afmetingen van het speelveld. De minimale grootte van het veld is 10 meter breed en 20 meter lang.
De minimale diepte van het bad is 1,80 meter. Wanneer dit maar net gehaald wordt en wat grotere spelers dus op de bodem kunnen staan, dan is dit alleen toegestaan wanneer de betreffende speler de bal niet in zijn bezit heeft. Zodra een speler de bal krijgt moet hij zwemmen. Blijft hij toch staan, of zet hij zich af van de bodem, dan wordt dit bestraft met een vrije worp voor de tegenpartij.
De beide doelen bevinden zich midden op de achterlijnen van het veld. Ze zijn 3 meter breed, 0,90 meter hoog en 1 meter diep. Is het bad waarin gespeeld wordt niet geschikt voor een doel met een diepte van 1 meter, dan moet het doel ten minste 0,30 meter van de badrand geplaatst worden. In een bad met een diepte minder dan 1,50 meter dient de afstand tussen de bodem en onderkant van de doellat 2,40 meter te zijn. De doelpalen en dwarslat dienen 0,075 meter breed te zijn en wit geschilderd.

## De bal

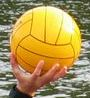
Waterpolobal

De sport wordt beoefend met een speciale bal. De bal die gebruikt wordt door herenteams is ongeveer even groot als een voetbal en heeft een gewicht van 400 à 450 gram. De bal die gebruikt wordt bij dames- en jeugdteams is iets kleiner en iets lichter. Een belangrijk kenmerk van de bal is dat hij veel grip heeft, zodat je hem ondanks zijn grootte toch met één hand kunt vasthouden. Als de bal vaak gebruikt wordt verliest hij zijn grip, en moet hij vervangen worden. Waterpoloballen worden ook gebruikt bij kanopolo.
De bal mag door veldspelers maar met één hand tegelijk worden aangeraakt. De keepers mogen de bal met twee handen aanraken binnen de 6-meterzone. Verder mogen spelers die de bal vasthouden onder water worden geduwd, maar de bal zelf mag niet onder water komen, als een speler wordt aangevallen. De bal met twee handen tegelijk aanraken of de bal onder water duwen als je wordt aangevallen wordt bestraft met een vrije worp voor de tegenpartij. Als dit echter binnen de 6-meter zone gebeurt met de bedoeling een doelpunt te voorkomen dan zal er een vijf-meterbal(penalty) toegekend worden aan de tegenstander.

## Overtredingen

### Lichte overtredingen
Lichte overtredingen worden bestraft met een vrije worp. Deze kan de speler gebruiken om de bal af te spelen op een van zijn medespelers of om zelf mee te gaan zwemmen. De vrije worp mag in één beweging op het doel geschoten worden als de overtreding buiten de 6 meter-zone is begaan. Als dat niet het geval is, dan dient de bal via een medespeler te gaan. In het geval dat een overtreding gemaakt wordt in de 2 meter-zone, moet de vrije worp genomen worden buiten deze zone.

### Zware overtredingen
Zware overtredingen zoals iemand vasthouden tijdens het zwemmen worden bestraft met een U20. Bij een U20 moet de bestrafte speler naar het terugkomvak (aangegeven met rode lijn) bij de eigen doellijn tegenover de tafel van het wedstrijdsecretariaat (waar de score en tijd worden bijgehouden), en moet daar 20 seconden blijven liggen tot de tafel een vlag met de kleur van de cap omhoog houdt, tenzij in die tijd de bal in bezit komt van de eigen partij. Dan mag de bestrafte speler weer de hoek verlaten op teken van de scheidsrechter. Wanneer hij nog niet in de hoek ligt, moet hij daar echter alsnog eerst naartoe zwemmen. Bij het verlaten van de hoek moet men verplicht bij de rode markering in het veld terugkomen en mag men de lijn niet opheffen, maar moet eronderdoor zwemmen.
Het weggooien van een bal nadat er gefloten is voor een overtreding wordt ook bestraft met een U20. In tegenstelling tot sommige andere sporten wordt het bij waterpolo over het algemeen niet getolereerd dat een speler commentaar heeft op de leiding. De speler kan in dit geval met een UMV (uitsluiting met vervanging) uit het veld gestuurd worden.
Wanneer een zware overtreding binnen de zes-meterzone (strook van zes meter vanaf de doellijn van de partij die in dat gebied verdedigt) plaatsvindt met een kans om te scoren, kent de scheidsrechter een vijf-meterbal toe. Dit gebeurt ook als de keeper de bal onderwater drukt. De vijf-meterbal is vergelijkbaar met een penalty bij voetbal. Wanneer een speler meedoet met het spel terwijl deze niet mee mag doen, bijvoorbeeld als hij niet helemaal in de hoek is gaan liggen bij een U20, wordt er ook een vijf-meterbal toegekend (een strafworp, vanaf vijf meter met alleen de doelverdediger op de doellijn).
Indien een speler driemaal wordt uitgesloten voor 20 seconden, dan mag hij/zij niet meer deelnemen aan het spel. Een medespeler mag zijn/haar plaats innemen.

### Zeer zware overtredingen
Zeer zware overtredingen worden bestraft met een UMV of UMV4 (brutaliteit). UMV staat voor Uitsluiting Met Vervanging, waar de toevoeging "4" staat voor "4 minuten". Een medespeler mag na verstrijken van de straftijd de plaats innemen van de bestrafte speler. De bestrafte speler zelf mag niet meer deelnemen aan het spel en moet de zwemhal of het zwemterrein verlaten. Ook plaatsnemen in het publiek is voor de uitgesloten speler niet toegestaan.
Een UMV wordt gegeven in geval het spel niet tolereerbaar is. De straf wordt bijvoorbeeld gegeven voor onbesuisd spel of het beledigen van de scheidsrechter of andere official. De duur van uitsluiting is 20 seconden netto speeltijd, waarna een ploeggenoot de speler mag vervangen.
Wanneer een speler zich schuldig maakt aan een zeer zware overtreding, bijvoorbeeld het maken van een slaande beweging, kan hij een UMV4 krijgen. De ploeg in kwestie speelt dan 4 minuten met een speler minder in het veld. Na het verstrijken van 4 minuten netto speeltijd mag een vervangende speler zijn plaats innemen. Bij een brutaliteit zoals slaan volgt er ook altijd een vijfmeter-bal voor de andere ploeg ook al gebeurt de fout niet op eigen speelhelft.
Van iedere UMV of UMV4 moet een rapport worden opgemaakt, waarna een tuchtcommissie uitspraak doet over de strafmaat. De standaardstraf is een schorsing voor twee wedstrijden.

## Internationale toernooien
Het waterpolo kent vele internationale toernooien, waaronder het Wereldkampioenschap, het Europees kampioenschap en de FINA World League (allen met nationale teams). Sinds 1900 is waterpolo een olympische sport voor de mannen. Honderd jaar later, in Sydney, maakten de vrouwen hun olympisch debuut.

## Waterpolo in België
Het Belgische waterpolo kende zijn hoogtijdagen aan het begin van de 20e eeuw. De Belgische ploeg haalde viermaal olympisch zilver (in 1900, 1908, 1920 en 1924) en tweemaal brons (in 1912 en 1936).
Hoewel België tot vóór enkele decennia een van de beste waterpolonaties ter wereld was, heeft zij zich laten voorbijsteken door vroegere Oostbloklanden en door verregaande professionalisering van deze sport in landen als Italië en Spanje.
In 2008 won België nog wel het zeslandentoernooi in Limerick. De Belgian Lions wonnen op dit toernooi overtuigend al hun wedstrijden. Tegenstanders waren Groot-Brittannië, Zwitserland, Ierland, Denemarken en Zweden
Momenteel zijn er nog slechts een veertigtal ploegen in België.

### Mannen

#### Landelijke competitie Heren
- Super League (10 ploegen)
- Tweede klasse (10 ploegen)
- Derde klasse (9 ploegen)
- Vierde klasse (14 ploegen)

Sinds het seizoen 2013-2014 worden teams die deelnemen aan de Superliga verplicht om te spelen in een zwembad dat minstens 1m80 diep is over de hele lengte. Gezien niet alle zwembaden in het land hieraan voldoen, dienen sommige ploegen uit te wijken naar zwembaden in andere steden.
De topteams van de laatste jaren zijn Kortrijk, Antwerpse waterpolo, RSC Mechelen en Moeskroen.

### Dames
In het seizoen 2007-2008 werd na jaren van afwezigheid opnieuw een damescompetitie gestart. Er speelden vijf damesteams in competitie en Eeklo won de landstitel. Voorheen was er maar één damesploeg in België, KV. Omdat na de afdeling miniemen jongens en meisjes gescheiden worden in België en er geen andere clubs waren met een volledige damesploeg, werden de dames van KV ingedeeld in de hoogste reeks waar Kindervreugd in vertegenwoordigd was door een ploeg, namelijk de afdeling kadetten.
De damescompetitie draaide de voorbije jaren op volle toeren, met clubs als Gentse, Kindervreugd, Leuven, Eeklo, Wase en Calypso. De laatste twee seizoenen won de Gentse de titel, ten koste van Kindervreugd. Twee jaar op rij had de Gentse een derde, beslissende match nodig om kampioen te worden.

### Gemengde competitie
In België en Nederland zijn er (voor de jeugd) gemengde competities. In april 2016 zorgde de Belgische zwemfederatie voor controverse na een beslissing te nemen om de gemengde competitie te stoppen.

### Jeugd
Sinds een aantal jaren is men in België meer en meer energie aan het steken in de jeugdwerkingen bij verschillende clubs en in samenwerkingen met lokale zwemclubs voor doorstroming naar waterpolo. Zo zijn er al verschillende nieuwe clubs bij gekomen die mee in dit project springen. Hiermee hoopt België de funderingen te leggen voor een sterkere en grotere competitie naar de toekomst toe.
Bij de jeugd, van eendjes tot junioren, zijn vooral Antwerpen, Moeskroen, Kortrijk en La Louvière de dominante ploegen die elk al verschillende landstitels behaalden.

#### Landelijke Jeugd
- Junioren (8 ploegen)
- Kadetten (A) 8 ploegen, (B) 7 ploegen, (C) 7 ploegen.
- Miniemen (A) 8 ploegen, (B) 4 ploegen, (C) 5 ploegen.
- Benjamins (A) 5 ploegen, (B), (C) 5 ploegen, (D) 4 ploegen.
- Eendjes (A) 4 ploegen, (B) 4 ploegen, (C) 4 ploegen, (D) 5 ploegen.

### Recreanten
Sinds 2007 is er in België ook een recreantencompetitie gestart. In 2014 bestaat deze uit 10 ploegen opgedeeld in 2 poules. Zij spelen onderling in toernooivorm tegen elkaar, waarbij de wedstrijden georganiseerd worden door de deelnemende ploegen.
Tijdens de finaledag spelen de gelijkwaardige ploegen uit elke poule tegen elkaar om zo de eindrangschikking te bepalen.

## Waterpolo in Nederland
Waterpolo wordt in Nederland gespeeld onder auspiciën van de KNZB.

### Mannen
Het Nederlandse waterpoloteam haalde zijn grootste succes tijdens de Olympische Zomerspelen 1948 in Londen en Olympische Zomerspelen 1976 in het Canadese Montreal. Beide keren is er een bronzen medaille gehaald. Vanwege deze prestatie is het waterpoloteam in 1976 uitgeroepen tot Nederlandse Sportploeg van het jaar 1976. Sindsdien is het Nederlands herenteam de aansluiting met de wereldtop min of meer kwijtgeraakt.

### Vrouwen
De dames bevinden zich nog wel in de wereldtop. Nederland plaatste zich via een sterk optreden in het olympisch kwalificatietoernooi, waarin ze Europees kampioen Rusland in de finale versloegen, voor de Olympische Spelen van 2008 in Peking. Op dat toernooi werd de gouden medaille veroverd, door in de finale het team van de Verenigde Staten te verslaan met 9-8. In 2023 werden de vrouwen voor het eerst sinds 31 jaar weer wereldkampioen.

### De Nederlandse competitie
Nederland heeft een van de grootste waterpolocompetities ter wereld, dankzij de talrijke recreatieve teams. In de meeste landen wordt vooral op het hoogste niveau gespeeld in slechts een paar klassen, maar in Nederland wordt de sport ook door veel amateurs beoefend.

#### De landelijke (bonds)competitie
De bondscompetitie vormt de top van de totale opzet. Sedert het seizoen 2013/2014 is de naam van de hoofdklasse veranderd naar Eredivisie.
Bij de dames is de indeling als volgt: (totaal 57 teams):
- Eredivisie (9 teams)
- Eerste klasse (12 teams)
- Tweede klasse (3 poules van ieder 12 teams)

De heren spelen via de volgende indeling:
- Eredivisie 13 teams
- Eerste klasse (12 teams)
- Tweede klasse (2 poules van ieder 12 teams)
- Derde klasse (4 poules van ieder 12 teams)

Sedert het seizoen 2012-2013 is er bij de heren weer een reserveklasse bond in het leven geroepen. Hierin spelen de tweede en overige bondsteams van de verenigingen met een eerste team in de Eredivisie.

#### De districtscompetitie
In principe vormt de districtscompetitie de schakel tussen de bonds- en de kringcompetitie. In de districten I (Groningen, Friesland en Drenthe) en V (Noord-Brabant, Zeeland en Limburg) is deze opzet gewijzigd. In het eerstgenoemde district bestaat er geen kringcompetitie en in district V kent alleen Noord-Brabant een kringcompetitie.